# Etan
Etan je organski kemijski spoj s formulom C2H6. Pripada skupini alkana, to jest alifatskih ugljikovodika. Na sobnoj temperaturi i tlaku etan je plin bez boje i mirisa.

### Ostali projekti
|  | Zajednički poslužitelj ima još gradiva o temi Etan |